# 生存遊戲
生存遊戲是動作遊戲的一個子類，多設置在隨機或以腳本生成的開放、持久世界中。玩家在遊戲開始時通常只有極少的裝備，並需要收集資源、工具、武器和建造住所，以儘可能爭取最長時間在惡劣的環境中存活。生存遊戲通常是開放式的，沒有既定的目標；背景設定多數類似於恐怖遊戲，例如與殭屍末世等超自然環境相關。

## 参見
- 大逃杀游戏
- 生存游戏列表（英语：List of survival games）